# 北海道道1077号稚内猿払線
北海道道1077号稚内猿払線（ほっかいどうどう1077ごう わっかないさるふつせん）は、北海道稚内市と宗谷郡猿払村を結ぶ一般道道（北海道道）である。

## 概要
2012年（平成24年）2月20日に完全舗装により通年通行が開始された。宗谷岬を通らず短絡できることから、稚内市・猿払村間の最短ルートである。

### 路線データ
- 起点：北海道稚内市大字宗谷村下増幌（国道238号交点）
- 終点：北海道稚内市大字宗谷村東浦（国道238号交点）
- 総延長：21.205 km
- 実延長：21.154 km
- 重用延長：0.051 km

### 道路管理者
- 宗谷総合振興局 稚内建設管理部 事業課

## 歴史
- 1987年（昭和62年）10月2日 - 路線認定[1]。
- 2006年（平成18年）4月1日 - 全線供用開始。

## 路線状況

### 道路施設

#### 主な橋梁
- 増幌4線橋（90 m、増幌川、稚内市大字宗谷村）
- 上苗太路大橋（242 m、上苗太路川、稚内市大字宗谷村）
- 清雲橋（142 m、上苗太路川、稚内市大字宗谷村）

#### 常設型ゲート
- ゲート（稚内市上苗太路、北海道道889号上猿払清浜線交点）

## 地理

### 通過する自治体
- 宗谷総合振興局
  - 稚内市

### 交差する道路
稚内市
- 国道238号 - 宗谷村下増幌（起点）
- 北海道道889号上猿払清浜線 - 宗谷村上苗太路
- 国道238号 - 宗谷村東浦（終点）